# Staaten-River-Nationalpark
Der Staaten-River-Nationalpark (englisch Staaten River National Park) ist ein 4.700 Quadratkilometer großer Nationalpark auf der Cape York Peninsula in Queensland, Australien. Der gleichnamige Fluss Staaten River fließt durch den Park.

## Lage
Der Park liegt in der Region Far North Queensland und befindet sich 320 Kilometer westlich von Cairns und 220 Kilometer nordöstlich von Normanton. Die Burke Developmental Road verläuft im Abstand von einigen Kilometern entlang der nördlichen Nationalparkgrenze. Es gibt weder Zufahrtsstraßen noch Besuchereinrichtungen im Park.
In der Nachbarschaft liegen die Nationalparks Errk-Oykangand, Bulleringa und Chillagoe Mungana Caves.

## Umwelt
Eine der größten, nahezu unberührten Gebiete von tropischer Savannenlandschaft in Queensland wird im Staaten-River-Nationalpark geschützt. Die vorherrschende Vegetationsform ist Savannenwaldland durchzogen von ephemeren Flussläufen, mit einer kleinen Anzahl von permanenten und semipermanenten Wasserlöchern. Nur wenige exotische Pflanzen und verwilderte Haustiere wurden bisher im Park gesichtet.
Die Staaten River Important Bird Area umfasst das Gebiet des Nationalparks, denn hier ist eine wichtige Population von über tausend, der gefährdeten Goldschultersittiche (Psephotus chrysopterygius) beheimatet. Hausschweine jedoch zerstören die Nisthügel dieser Papageienart und reduzieren ihr Nahrungsangebot. Nimmt die Anzahl der Schweine auf dem Gebiet des Parks überhand, werden diese, wie zuletzt 2011, gekeult.
Daneben leben im Park Wammentrappen (Ardeotis australis), Langschwanztriele (Burhinus grallarius), Gürtelgrasfinken (Poephila cincta), Maskenamadinen (Poephila personata), Buntloris (Psitteuteles versicolor) und verschiedene Arten von Honigfressern.